# Boos (Eifel)

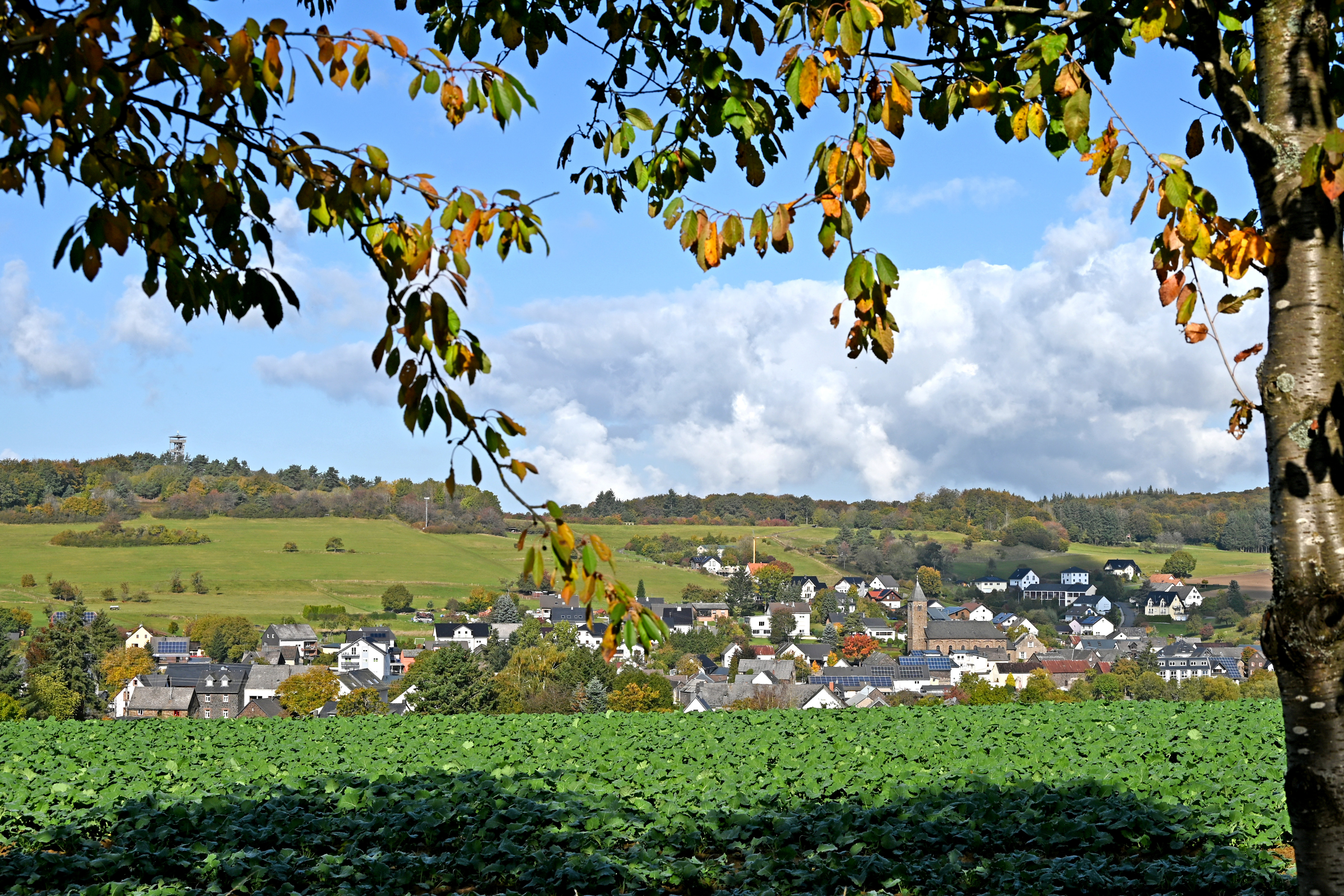
Boos von Süden

Boos ist eine Ortsgemeinde im Landkreis Mayen-Koblenz in Rheinland-Pfalz. Sie gehört der Verbandsgemeinde Vordereifel an, die ihren Verwaltungssitz in Mayen hat.

## Geographie
Die Gemarkung liegt in der von Maaren geprägten Osteifel und umfasst eine Fläche von 10,38 km², hiervon sind 5,02 km² Wald. Im Jahr 2000 wurde das 1,52 km² umfassende Naturschutzgebiet „Booser Maar“ ausgewiesen.
Boos ist die westlichste Gemeinde des Landkreises Mayen-Koblenz und liegt in der Vulkaneifel, rund fünf Kilometer südöstlich des Nürburgringes. Nordwestlich des Ortes steht seit 2003 der Booser Eifelturm auf dem 557 Meter hohen Schneeberg mit Blick u. a. auf das Booser Doppelmaar.

## Geschichte
1238 wurde die Gemeinde erstmals urkundlich in der Schenkung des Grafen Hermann von Virneburg an das Kloster Himmerod erwähnt. Sie teilte jahrhundertelang das Schicksal der Grafschaft. Nach dem Aussterben der Virneburger 1545 kam Boos an die von Manderscheid-Schleiden. Nach deren Aussterben 1593 ergriff Kurtrier die Herrschaft und machte die von den Manderscheidern eingeführte Reformation rückgängig. Nach der Annexion der Eifel durch Frankreich 1794/95 begann eine 20-jährige französische Herrschaft. Danach kam Boos zur preußischen Rheinprovinz. 1817 kam Boos zur Bürgermeisterei Mayen. Am 15. Mai 1880 wurde ein Teil des Dorfes durch einen Brand zerstört.
Nach dem Ersten Weltkrieg zeitweise amerikanisch besetzt.

## Politik

### Gemeinderat
Der Gemeinderat in Boos besteht aus zwölf Ratsmitgliedern, die bei der Kommunalwahl am 9. Juni 2024 in einer Mehrheitswahl gewählt wurden, und – wenn wieder gewählt – dem ehrenamtlichen Ortsbürgermeister als Vorsitzendem. Bei der Wahl 2014 fand eine personalisierte Verhältniswahl statt, da zwei Wahlvorschlagslisten eingereicht wurden.
Die Sitzverteilung im Gemeinderat:
| Wahl | Grüne             | WGR               | Gesamt   |
| ---- | ----------------- | ----------------- | -------- |
| 2024 | per Mehrheitswahl | per Mehrheitswahl | 12 Sitze |
| 2019 | per Mehrheitswahl | per Mehrheitswahl | 12 Sitze |
| 2014 | 1                 | 11                | 12 Sitze |
| 2009 | per Mehrheitswahl | per Mehrheitswahl | 12 Sitze |

### Bürgermeister
Das Amt ist derzeit vakant. Zuletzt hatte es Ulrich Faßbender am 30. Juni 2014 übernommen und mit Wirkung zum 1. Dezember 2024 niedergelegt. Da für eine am 23. Februar 2025 angesetzte Direktwahl kein Wahlvorschlag eingereicht wurde, obliegt die Neuwahl des Bürgermeisters gemäß rheinland-pfälzischer Gemeindeordnung dem Rat. Die Amtsgeschäfte werden geschäftsführend von den beiden Beigeordneten Martin Thomé und Edmund Röser ausgeübt.
Vorgänger von Faßbender war Friedhelm Stephani, der das Amt des Ortsbürgermeisters von 1984 bis 2014 ausgeübte.

### Wappen
| Wappen von Boos | Blasonierung: „Durch eingeschweifte blaue Spitze, darin zwei verschlungene silberne Ringe, gespalten, vorn in Silber das rote Kurtrierer Kreuz, hinten in Gold eine rote Raute.“ |
| Wappen von Boos | Wappenbegründung: Bei der Auswahl der Symbole des Wappens hat sich der Gemeinderat auf die geschichtliche Vergangenheit der Ortsgemeinde Boos gestützt. Das Kurtrierer Kreuz weist auf das Lehensverhältnis zum Kurfürstentum Trier hin, während die Raute dem Wappen der Grafen von Virneburg entlehnt ist. Die verschlungenen Ringe geben einen Hinweis auf die historische Zugehörigkeit zur Abtei Himmerod. Das Wappen wurde am 18. Januar 1988 durch die Bezirksregierung Koblenz genehmigt. |

## Kirche
Seit 1799 ist Boos eigene Pfarrei. Die Pfarrkirche St. Bartholomäus wurde nach Plänen von Johann Claudius von Lassaulx 1837–39 errichtet und 1896 erweitert. Seit 1998 gehört die Pfarrei zum neuen Dekanat Mayen-Mendig.

## Verkehr
Boos gehört zum Verkehrsverbund Rhein-Mosel. Mit den Buslinien 334 und 343 der Rhein-Mosel-Verkehrsgesellschaft sowie dem Anruf-Nah-Verkehrsdienst (ANDi) besteht wochentags eine Verbindung zu den Bahnhöfen Monreal und Mayen Ost an der Eifelquerbahn Kaisersesch–Andernach.
Durch Boos verläuft die B 410. Die nächste Autobahnanschlussstelle ist Laubach an der A 48.

## Persönlichkeiten
- Domenica Niehoff (bekannt als Domenica) (1945–2009), eine der bekanntesten ehemaligen Prostituierten Deutschlands, lebte mehrere Jahre in Boos, bis sie 2008 wieder nach Hamburg zog.[8]

## Bilder

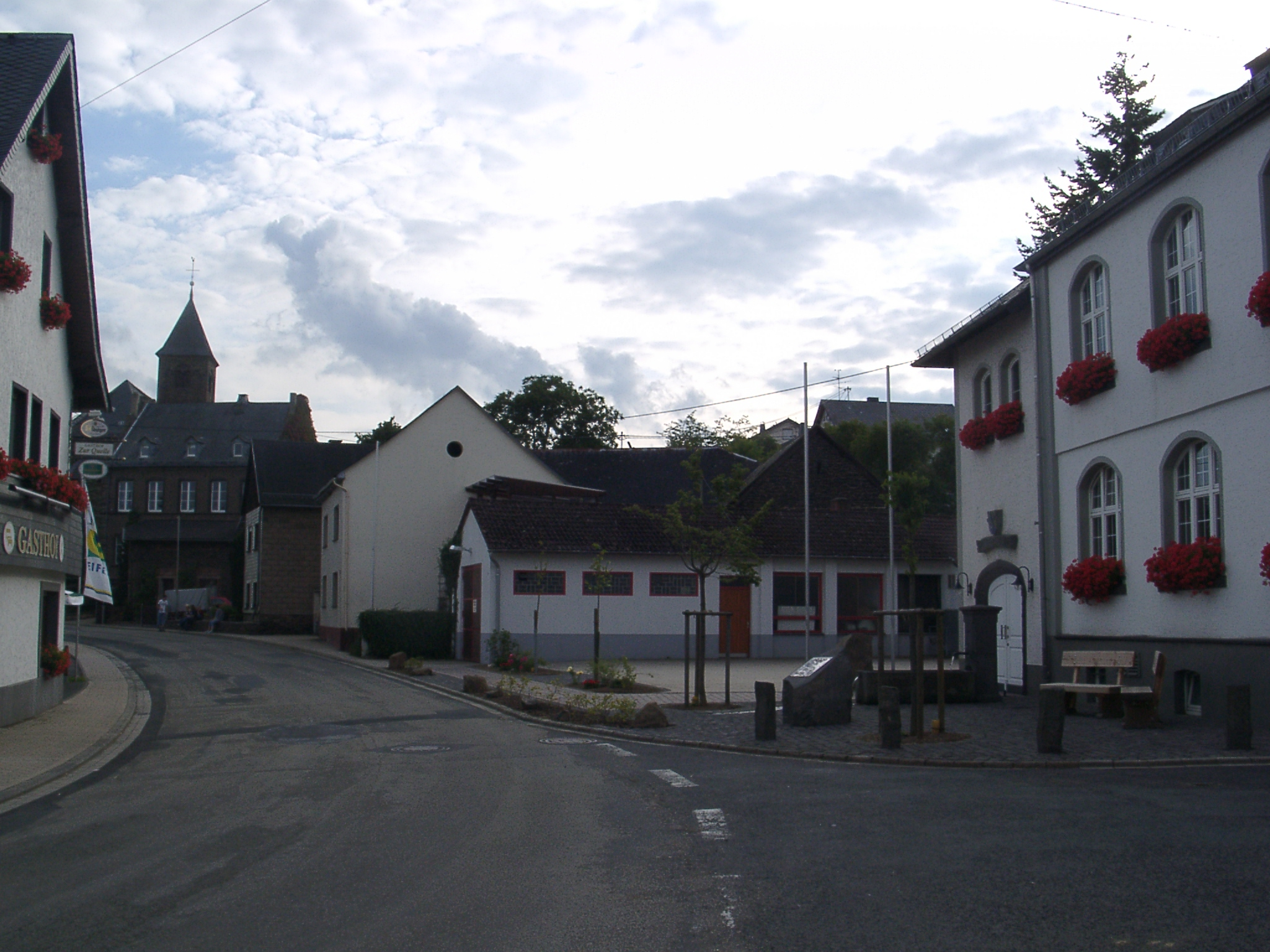
Ortsdurchfahrt im Zentrum
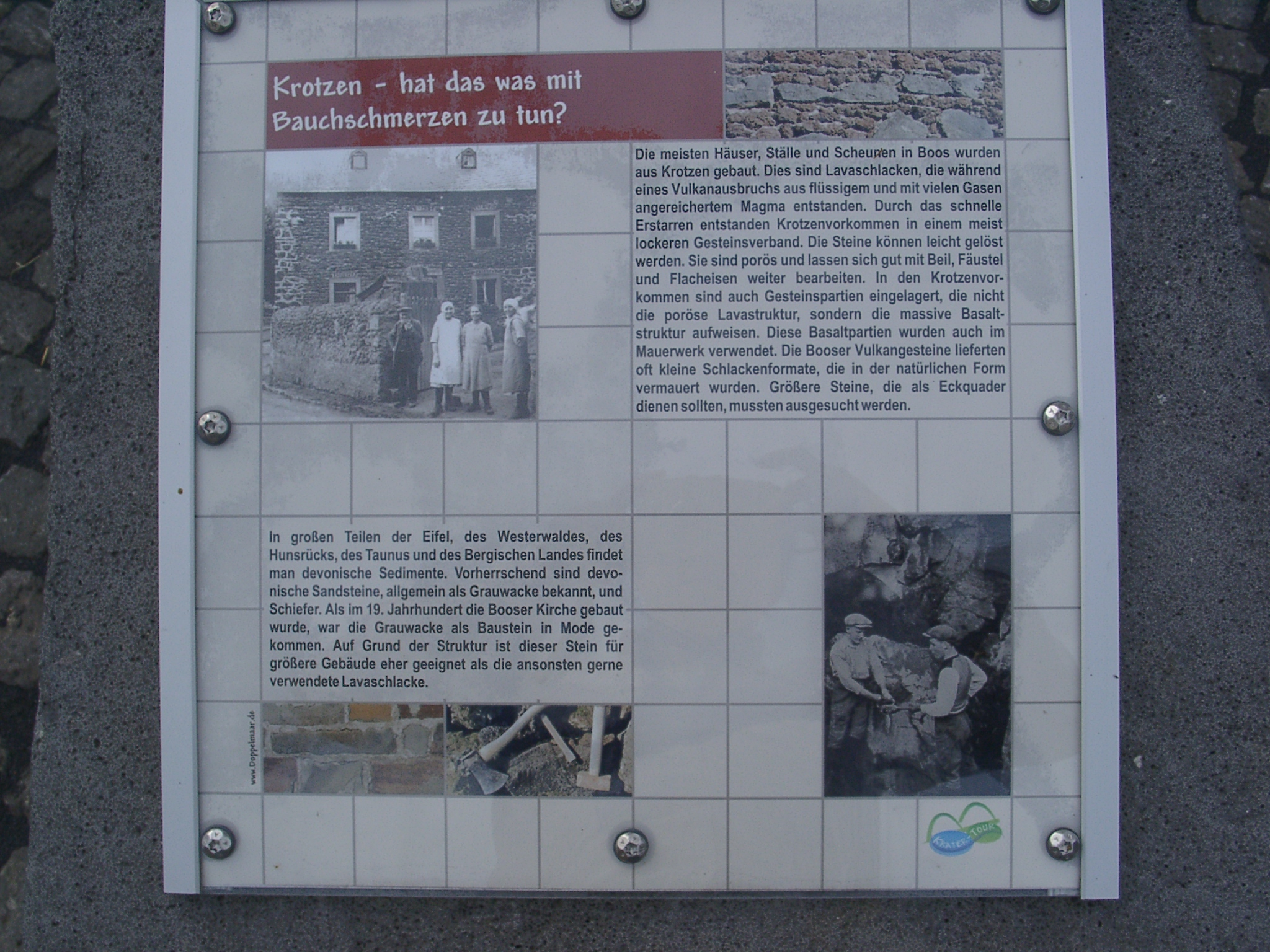
Erklärung des Begriffs „Krotzen“ auf einer Schautafel
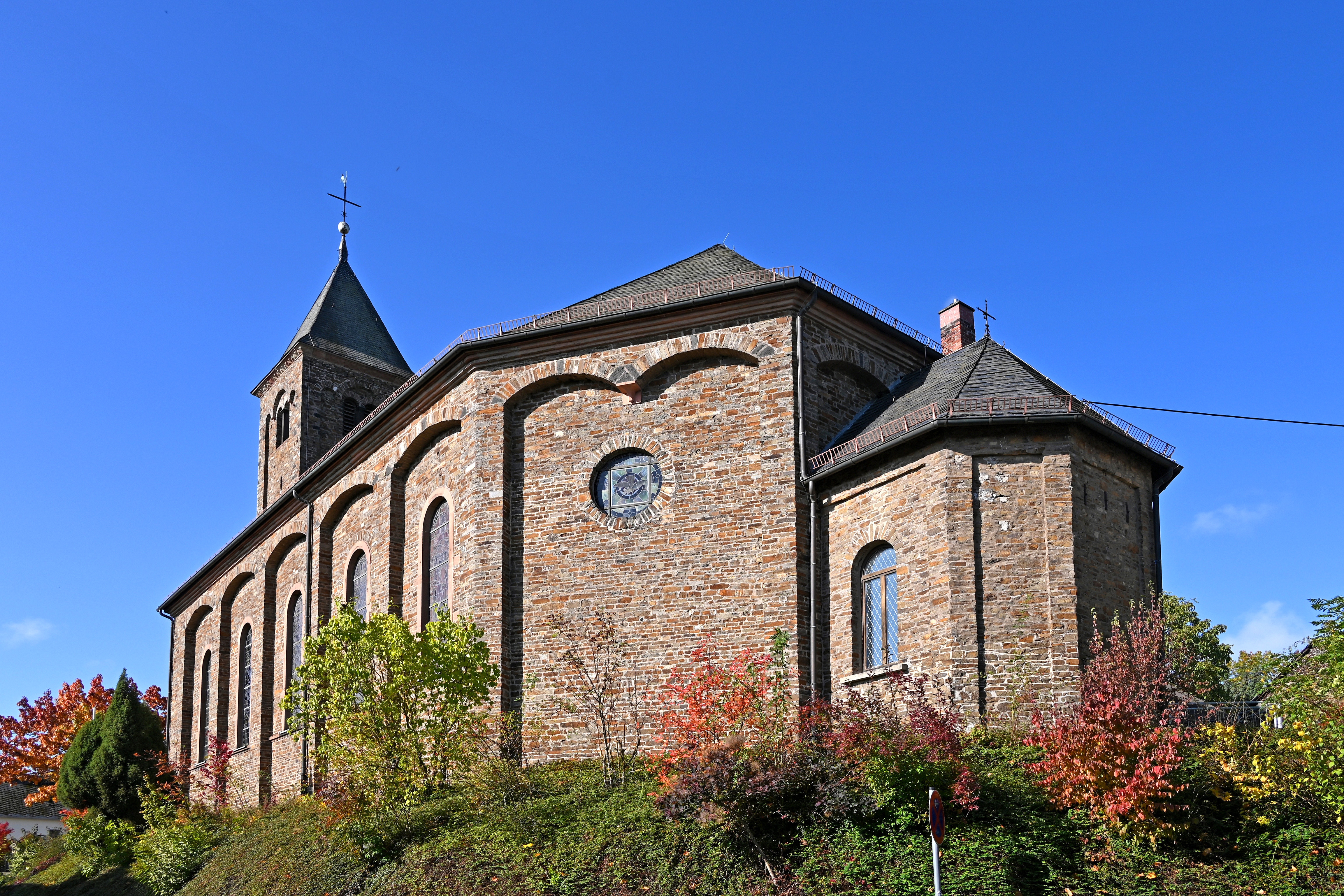
St. Bartholomäus
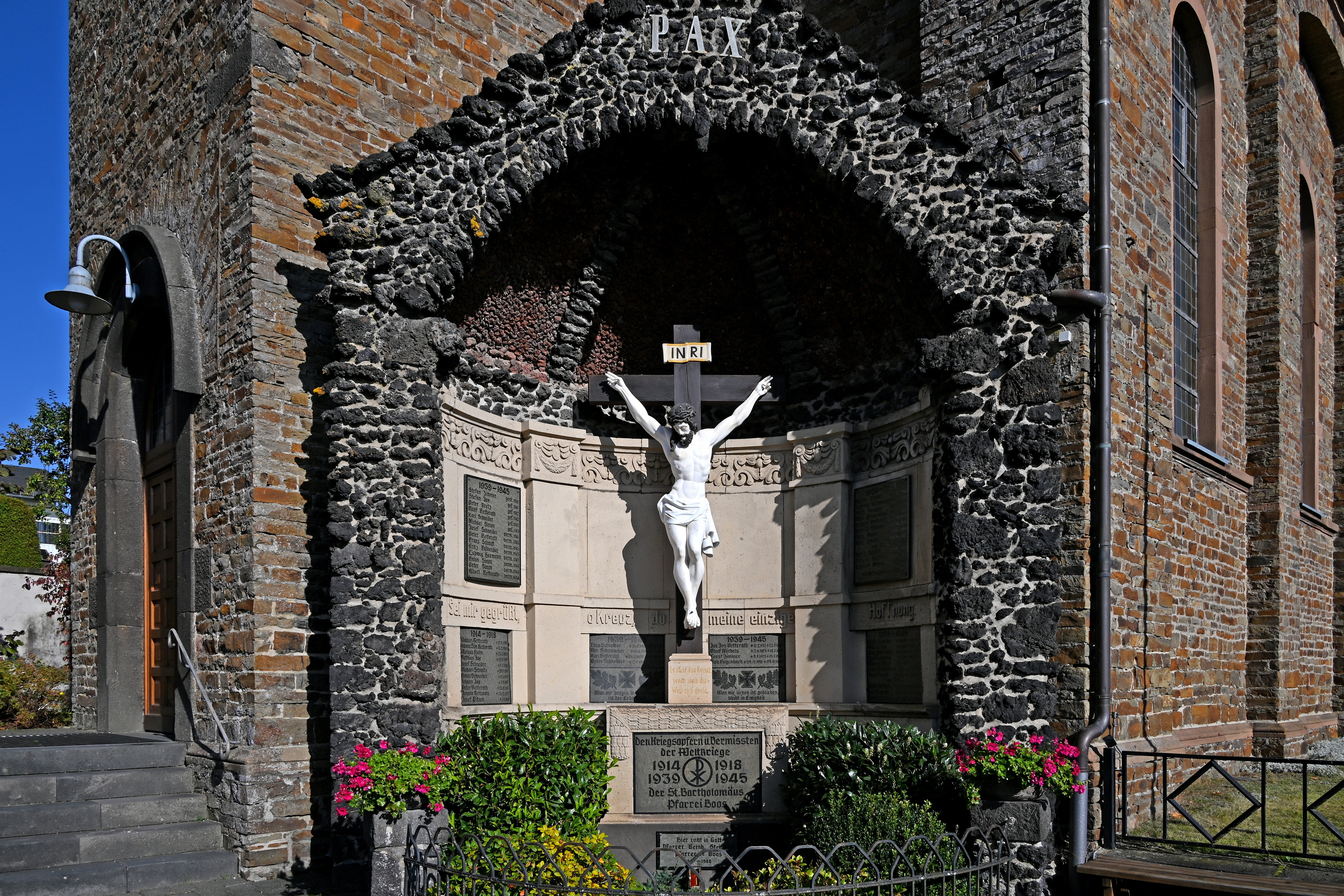
Gefallenen-Denkmal
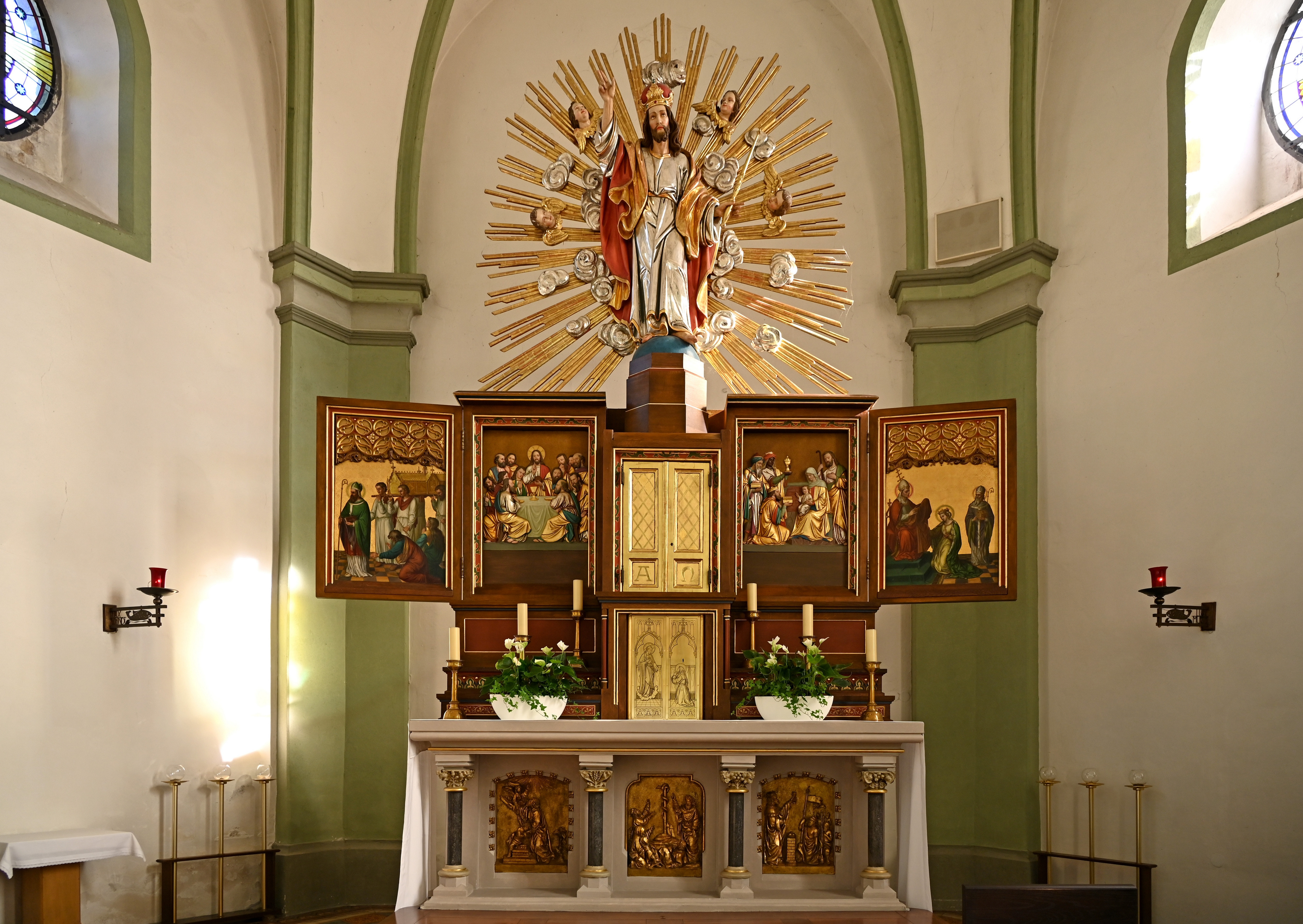
Hochaltar
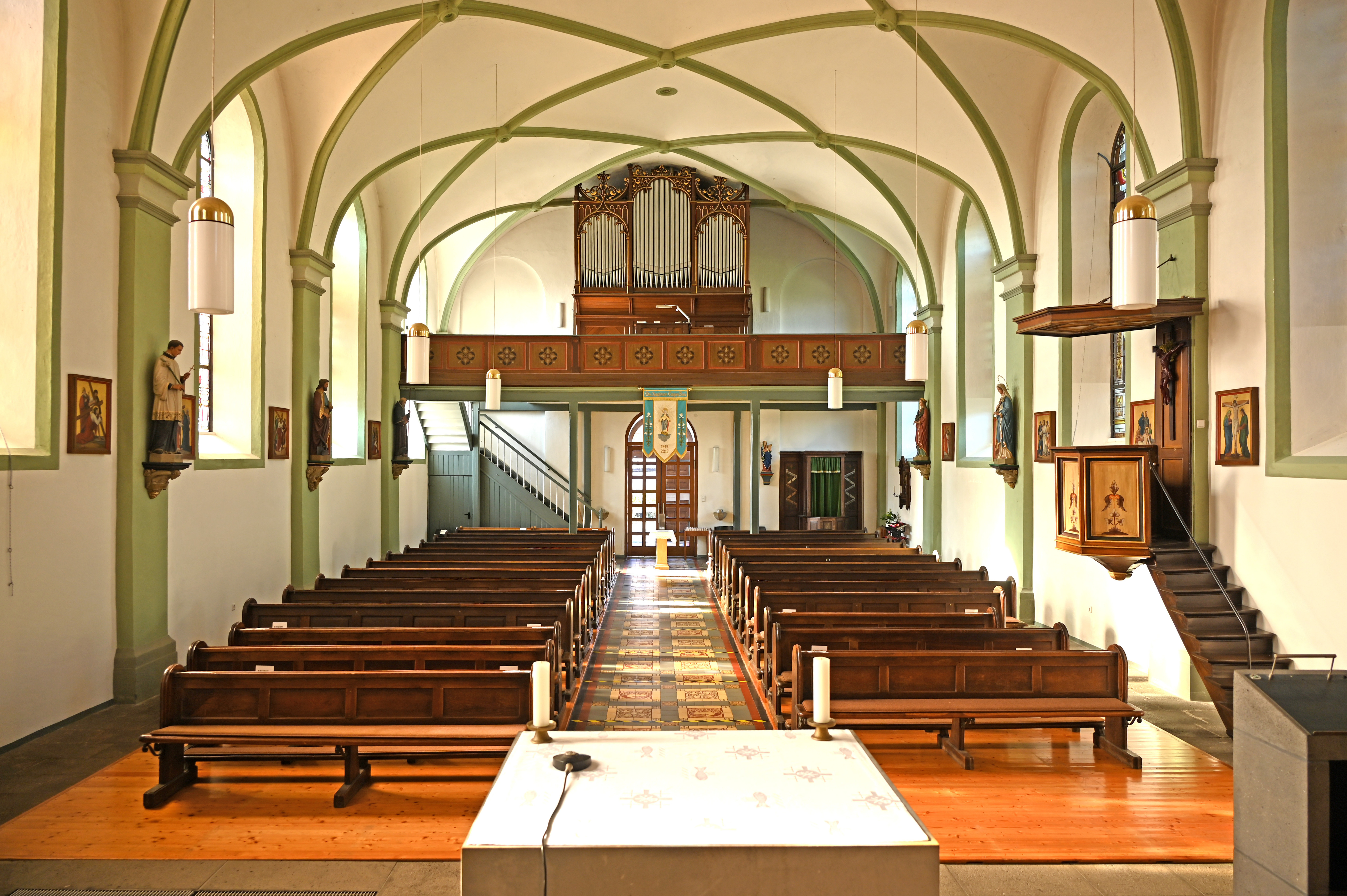
histor. Klais-Orgel (1904)
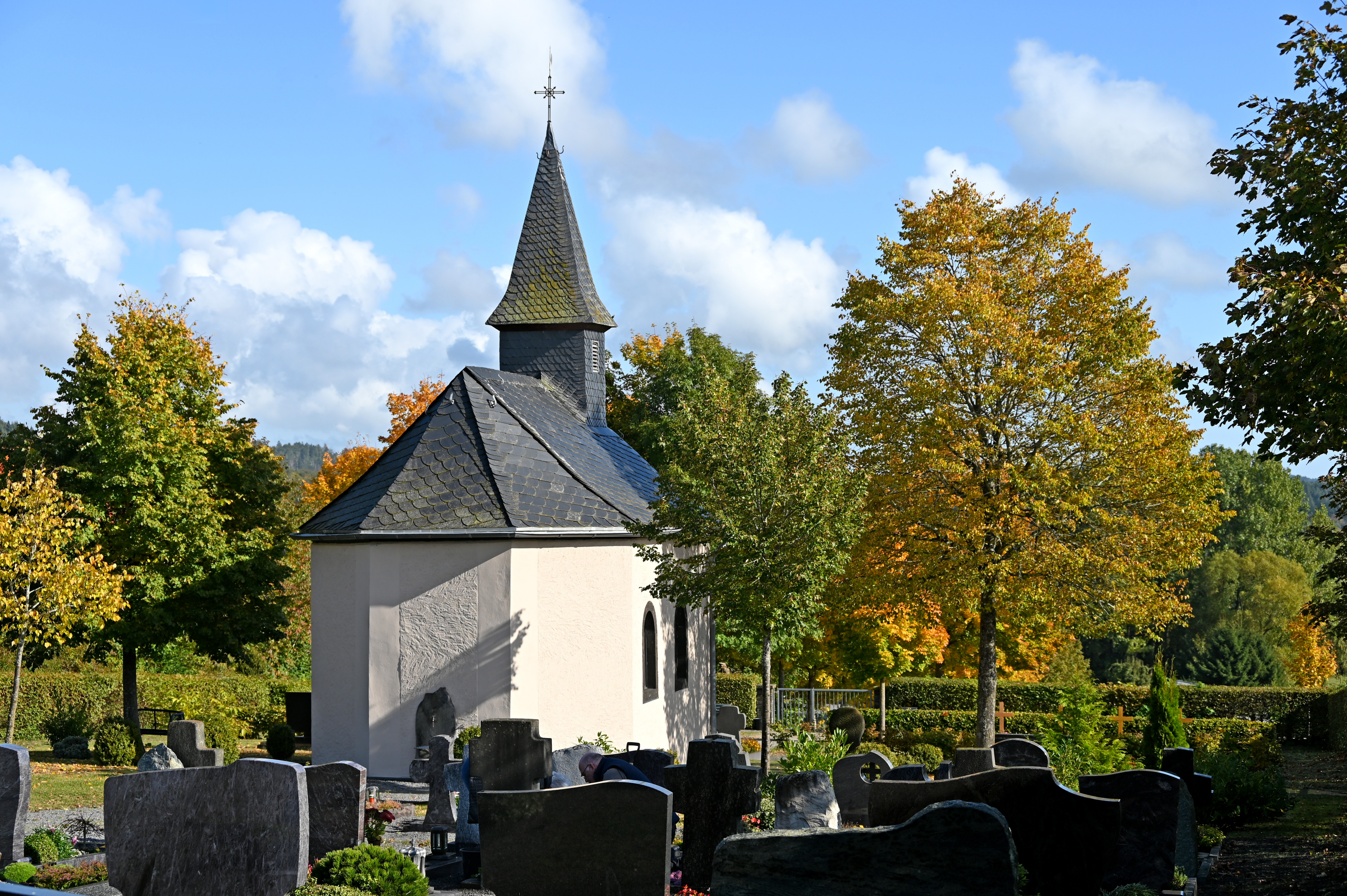
Friedhofskapelle